# Crimpagem

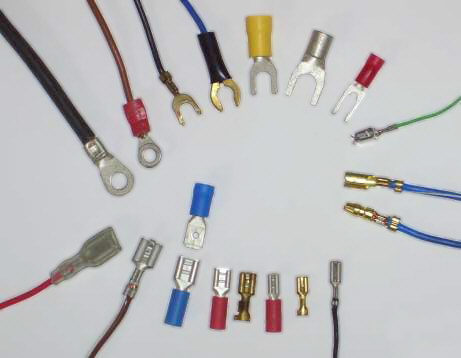
Vários exemplos de fios com conectores crimpados.

Crimpagem é o termo utilizado para designar um processo, que através de constrição mecânica, promova a firme junção de duas peças ou componentes.

## Visão geral
O processo de crimpagem, pode ser industrial ou manual, pode utilizar ferramentas especializadas ou não, mas o objetivo é sempre o mesmo: unir firmemente duas peças ou componentes.
Exemplos:
- Crimpagem de terminais em fios elétricos, devido ao fato de não usar ligas metálicas esse tipo de junção é considerado mecanicamente mais forte que a solda.[1]
- Crimpagem de cabos coaxiais ou cabos trançados de telecomunicação, para essa finalidade, esse processo tem a vantagem de poder ser empregado em cabos de várias "bitolas" diferentes.[1][2]

Em geral as junções que envolvam fios e cabos feitas por crimpagem são permanetes, ou seja: os conectores e terminais, não podem ser reutilizados.

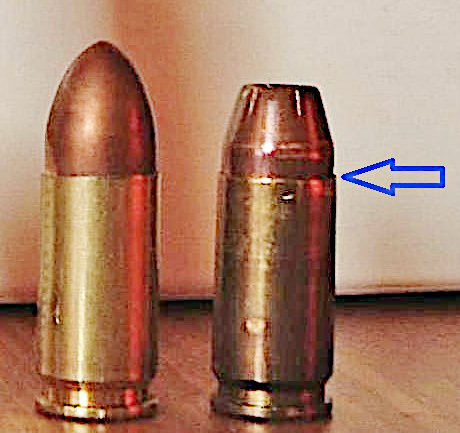
Dois cartuchos de 9mm: a esquerda, crimpagem suave ("taper crimp"), quase imperceptível; a direita crimpagem normal ("roll crimp") visível.

## Crimpagem de munição
Em terminologia de armas de fogo, entende-se como crimpagem, o processo de "estrangular" a "boca" de um estojo para prender nele a bala, formando assim um cartucho. O que vai determinar o quão forte precisa ser o "crimp", é um conjunto de fatores, como a pressão gerada no interior do cartucho durante o disparo, o recuo gerado após o disparo e a força da mola que aciona o extrator do estojo.
O processo de crimpagem de munição, pode ser industrial para os fabricantes de munição, ou artesanal para os que praticam a recarga. Nesse caso específico, o processo de crimpagem pode ser repetido algumas vezes reutilizando um dos componentes (o estojo).